# هدف سخت
هدف سخت (به انگلیسی: Hard Target) یک فیلم اکشن و جنایی آمریکایی محصول سال ۱۹۹۳ که توسط کارگردان فیلم هنگ‌کنگی، جان وو، در اولین نمایش خود در ایالات متحده کارگردانی شد. در این فیلم ژان کلود ون دام در نقش چنس بودرو، یک دریانورد بی‌کاری است که زن جوانی به نام ناتاشا بایندر (ینسی باتلر) را از دست یک گروه اراذل در نیواورلئان نجات می‌دهد. چنس متوجه می‌شود که بایندر در جستجوی پدر گمشده‌اش (چاک پرفرر) است و موافقت می‌کند که در جستجوی بایندر به او کمک کند. آنها به زودی متوجه می‌شوند که پدر بایندر به دست امیل فوچون (لانس هنریکسن) و پیک ون کلیف (آرنولد وسلو)، تاجران بی‌رحمی که شکار مردان بی‌خانمان را به عنوان نوعی ورزش تفریحی انجام می‌دهند، مرده‌است. فیلمنامه توسط چاک پرفرر نوشته شده‌است و بر اساس اقتباس فیلم خطرناک‌ترین شکار (۱۹۳۲) از داستان کوتاه ریچارد کانل بنام «خطرناک‌ترین شکار» در سال ۱۹۲۴ ساخته شده‌است.
«هدف سخت» اولین فیلم آمریکایی جان وو و همچنین اولین فیلم مهم هالیوودی بود که توسط یک کارگردان چینی ساخته شد. کمپانی یونیورسال پیکچرز از اینکه وو کارگردانی یک فیلم بلند سینمایی را بر عهده بگیرد عصبی بود و کارگردان سم ریمی را فرستاد تا مراحل تولید فیلم را بررسی کند و در صورت شکست، جای وو را به عنوان کارگردان بگیرد. وو چندین فیلمنامه را مرور کرد و بیشتر فیلم‌های هنرهای رزمی را یافت که علاقه‌ای به آنها نداشت. پس از تصمیم‌گیری در مورد فیلمنامه (چاک پرفرر) برای هدف سخت، وو می‌خواست کرت راسل بازیگر نقش اصلی را داشته باشد، اما متوجه شد که راسل بیش از حد مشغول پروژه‌های دیگر است. وو سپس به انتخاب اولیه یونیورسال مبنی برداشتن ستاره ژان کلود ون دام پرداخت. وو در طول فیلمبرداری با ون دام کنار آمد و میزان اکشن فیلم را افزایش داد زیرا می‌دانست که بازیگر برای این کار آماده‌است.

## تولید و بازخورد
پس از ۶۵ روز فیلمبرداری در نیواورلئان، وو با انجمن فیلم‌های سینمایی آمریکا مشکل داشت تا بتواند رتبه R را که یونیورسال می‌خواست به دست آورد. کارگردان ده‌ها برش روی فیلم انجام داد تا اینکه MPAA به آن امتیاز R داد. در انتشار اولیه، فیلم نقدهای متفاوتی از منتقدان فیلم دریافت کرد. اما موفقیت مالی داشت. این فیلم در بین طرفداران و منتقدان به ویژه برای صحنه‌های اکشن فیلمی کالت محسوب می‌شود. بسیاری آن را یکی از بهترین‌های ون دام می‌دانند.
در سال ۱۹۹۵، ون دام گفت: "هدف سخت فیلمنامه بدی داشت، اما ما چند صحنه اکشن عالی داشتیم و جان وو مرا شبیه یک سامورایی با موهای بلند کرد. " در سال ۱۹۹۷، وو به عقب نگاهی به "هدف سخت" انداخت و اظهار داشت که "از برخی جهات، ساختن یک فیلم کاملاً دردسرساز بود، اما من از نحوه نمایش صحنه‌های اکشن راضی هستم".

## دنباله فیلم
در سال ۲۰۱۶ فیلم هدف سخت ۲ با بازی اسکات ادکینز منتشر شد.

## خلاصه داستان
نیو اورلیانز. شغل «امیل فوشون» (هنریکسن)، مردی ثروتمند و آراسته، سازمان دهی تعقیب و کشتن آدم هاست. «ناتاشا» (باتلر)، دختر یکی از قربانیان او، وارد شهر می‌شود تا دنبال پدرش بگردد و با ملوانی بی‌کار به نام «چنس بودرو» (وان دام) آشنا می‌شود که از او برابر تهدید اشرار دفاع می‌کند و سپس در راه یافتن قاتلان پدرش یاریش می‌دهد .....

## بازیگران
- ژان کلود ون دم
- لانس هنریکسن
- آرنولد وسلو
- ینسی باتلر
- کیسی لمونز

## بودجه، فروش
برای ساخت فیلم هدف سخت بیش از نوزده میلیون دلار هزینه شد. این فیلم در گیشه بیش از هفتاد و چهار میلیون دلار فروش کرد.
ژان کلود ون دام برای بازی در این فیلم ۳٫۵ میلیون دلار دستمزد دریافت کرد.

## تولید
فیلمبرداری در ۱ اکتبر ۱۹۹۲ آغاز شد. فیلم ۶۵ روز زمان تولید داشت و در لوکیشن در نیواورلئان فیلمبرداری شد، از جمله سکانس‌هایی که در فرنچ کوارتر فیلمبرداری شدند. وو همچنین توسط یونیورسال تحت فشار قرار گرفت تا خشونت و شمارش بدنی را که در فیلم‌هایش در هنگ کنگ دیده بودند کاهش دهد.
ون دام قبلاً از طرفداران بزرگ فیلم‌های جان وو بود و قرار ملاقات با او را در هنگ‌کنگ ترتیب داد، جایی که این دو با وجود مشکل وو و ون دام با زبان انگلیسی‌شان با هم کنار آمدند. جان وو در ابتدا بازیگر کرت راسل را برای نقش اصلی می‌خواست، اما متوجه شد که راسل برای دو سال در پروژه‌های سینمایی دیگر رزرو شده بود.